# Certina SA

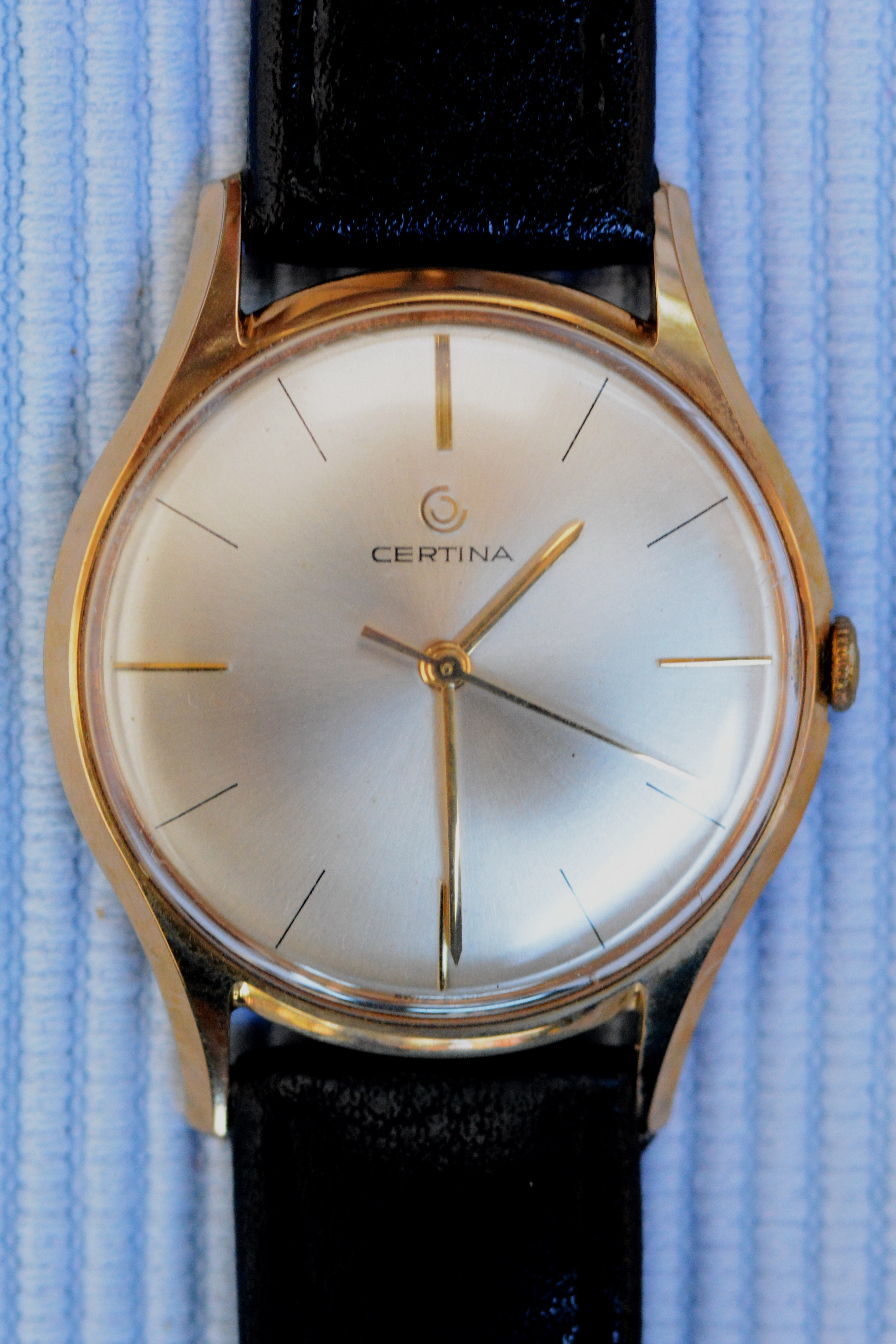
Certina Handaufzug, Kaliber 25-36, 1960

DS-Technologie

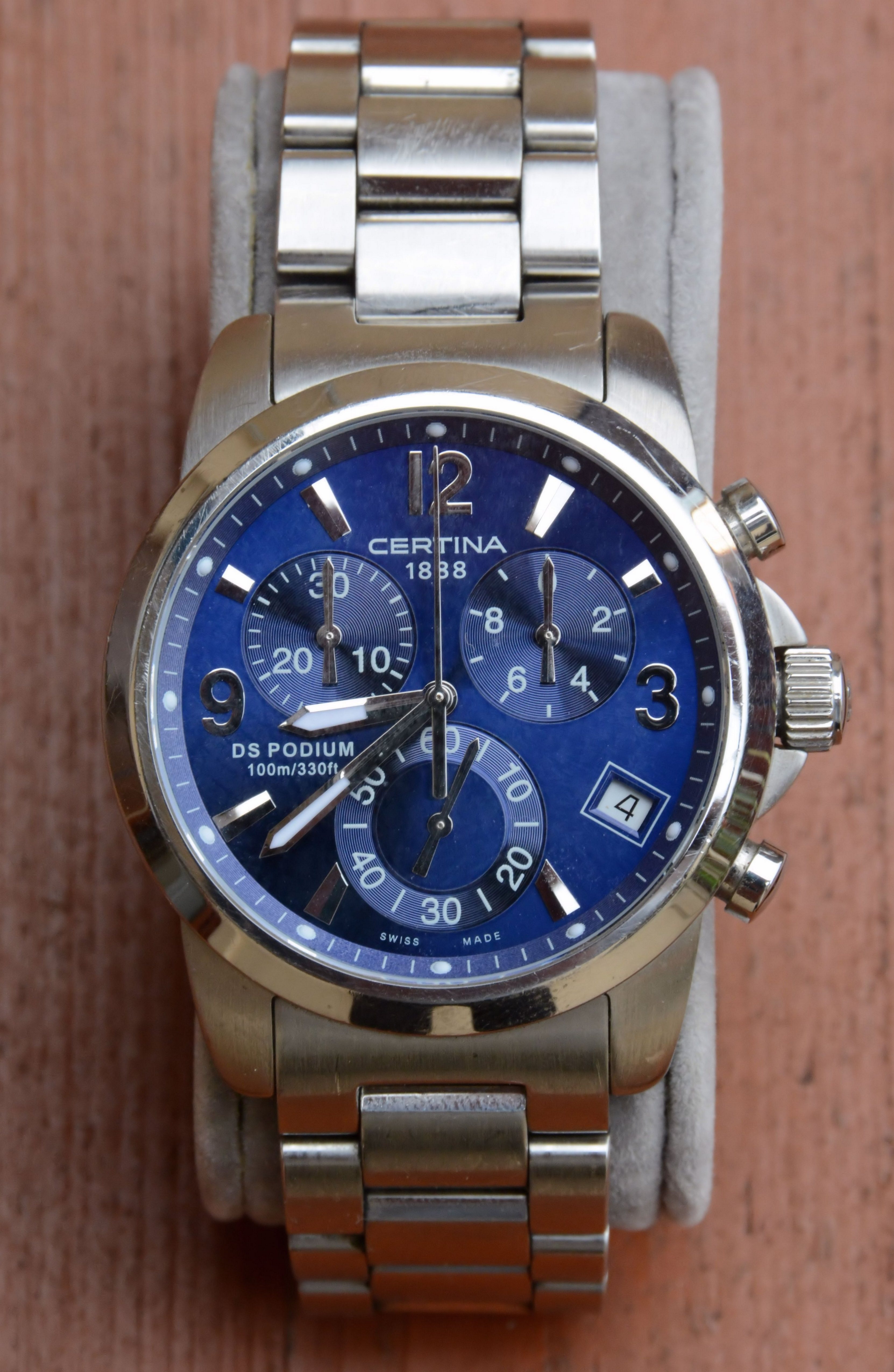
Certina 1888 DS Podium Chronograph

Certina SA ist ein Schweizer Luxusuhrenhersteller mit Sitz in Le Locle, der Uhren im mittleren bis gehobenen Preissegment anbietet. Er baute bis 1985 eigene Kaliber und gehört heute zur Swatch Group. Der Name Certina ist vom lateinischen „certus“ abgeleitet, was so viel wie „sicher, gewiss“ bedeutet.

## Unternehmen

### Geschichte
Im Jahre 1888 gründeten die Brüder Adolf und Alfred Kurth in Grenchen die Certina Kurth Frères Fabrik für die Produktion von Uhrwerken und Uhrenteilen. Wenige Jahre später wurde mit der Produktion von kompletten Uhren begonnen. Im Gründungsjahr zählte das Unternehmen drei Techniker, welche in einer Werkstatt arbeiteten, die dem Familienhaus direkt angeschlossen war. Nach mehreren Expansionen (1938: 250 Angestellte, 1955: 500 Angestellte) erreichte die Produktion im Jahre 1972 ihr Maximum mit 600.000 fabrizierten Uhrwerken pro Jahr und einer 900 Mann starken Mitarbeiterschaft.
Zu den als besonders strapazierfähigen Modellen der Kurth Freres S.A. Grenchen gehörte um 1944 Certina Labora, eine stossfeste, wasserdichte und antimagnetische Armbanduhr.
1983 trat Certina in die SMH (Schweizerische Gesellschaft für Mikroelektronik und Uhrenindustrie AG, heute Swatch Group) ein und wurde innerhalb der Gruppe zur Sportuhrenmarke.

### Markenname
Die ersten Uhren wurden unter dem Namen „Grana“ vertrieben. Grana wurde vom „Granacus“ abgeleitet, was der lateinische Name für Grenchen ist.
Bis 1938 wurden Uhren mit verschiedenen Markennamen hergestellt und vertrieben. Darunter auch die Marke Certina. Danach wurde entschieden, nur noch die Marke Certina weiter zu pflegen.
Certina gewann sowohl den International Diamonds Award als auch die Goldene Rose.

## DS – Doppelte Sicherheit
1959 entwickelten die Ingenieure von Certina das DS-Prinzip. DS steht für doppelte Sicherheit (double security). Die Idee war, ein äusserst resistentes Uhrgehäuse zu bauen, welches dem Uhrwerk auch unter extremen Belastungen sicher Schutz gewährt. Das Wesentliche daran ist, dass das Werk durch einen Gummiring vom Gehäuse abgekoppelt gehalten ist, der starke Schläge dämpft und dass die Krone mit einer doppelten Dichtung (Schraubverschluss kam erst später bei den Certina Divern) gesichert wird, der es Feuchtigkeit erschwert einzudringen. Die Kronenachse ist bloss lose zusammengesteckt, kann sich dadurch wenn nötig axial seitlich bei Schlägen verschieben. Auf der Kronenachse sitzt ein zweiter O-Ring zusätzlich zum O-Ring in der Krone. Neben der Erhöhung der Wasserdichtigkeit hat dieses Prinzip noch den Vorteil, dass Stösse auf die Krone nicht direkt auf das Uhrwerk übertragen, sondern vorher abgefangen werden.

## Sponsoring
Seit der Nachkriegszeit und mit der Entwicklung der DS-Konstruktion ist Certina Sponsor von Sportlern, sportlichen Anlässen und Extremexpeditionen.
Von 2005 bis 2015 war Certina Sponsor des Schweizer Formel-1-Teams Sauber.

## Trivia
Agent John Steed aus der britischen Fernsehserie Mit Schirm, Charme und Melone trug eine Certina-Armbanduhr. In der Folge "Flight Path" der englischen SciFi-Serie "UFO" trägt ein Astronaut auf dem Mond eine Certina DS-2 Super PH 500M.